# Freak Out!
1966 júliusában jelent meg Frank Zappa és zenekara, a The Mothers of Invention debütáló albuma, a Freak Out! Az album megmutatta Zappa szövegírói tehetségét; demoralizálta az amerikai politikát, és gúnyt űzött az 1960-as évek második felének ellenkultúrájából. Bár vita tárgya, sokan ezt tekintik az első dupla albumnak (az első valójában a Blonde on Blonde volt Bob Dylantől) és az első koncept albumnak; utóbbi azért említésre méltó, mert egy évvel a Beatles Sgt. Pepper’s Lonely Hearts Club Band című korszakalkotó munkája előtt jelent meg, sőt, Paul McCartney szerint hatással is volt rá.
A Freak Out!-ban minden megvan, ami tipikusan Zappára jellemző: R&B, doo-wop, hagyományos bluesos rock, nagyzenekar, disszonancia, bizarr őrület és avantgárd hangkollázsok. A Mothers ekkori felállása a következő volt: Ray Collins énekes, Elliot Ingber gitáros, Roy Estrada basszusgitáros és Jimmy Carl Black dobos. A legtöbb dalban szerepet kap a szimfonikus zenekar, melyet Zappa irányított. Itt találkozunk először Zappa albumainak visszatérő szereplőjével, Suzy Creamcheese-zel.
Mivel ez volt az egyik első album, melynek dalai egy témát jártak körbe, zeneileg pedig kísérletező, nagy hatást gyakorolt a Sgt. Pepper’s Lonely Hearts Club Bandre.
A Freak Out! 2003-ban a Rolling Stone által az 500 legjobb albumról készített listán a 243. helyet érte el. Szerepel az 1001 lemez, amit hallanod kell, mielőtt meghalsz című könyvben.

## Az album dalai
|     | Cím                                     | Szerző(k)   | Hossz |
| --- | --------------------------------------- | ----------- | ----- |
| 1.  | Hungry Freaks, Daddy                    | Frank Zappa | 3:29  |
| 2.  | I Ain't Got No Heart                    | Frank Zappa | 2:30  |
| 3.  | Who Are the Brain Police?               | Frank Zappa | 3:22  |
| 4.  | Go Cry on Somebody Else's Shoulder      | Frank Zappa | 3:31  |
| 5.  | Motherly Love                           | Frank Zappa | 2:45  |
| 6.  | How Could I Be Such a Fool?             | Frank Zappa | 2:12  |
| 7.  | Wowie Zowie                             | Frank Zappa | 2:45  |
| 8.  | You Didn't Try to Call Me               | Frank Zappa | 3:17  |
| 9.  | Any Way the Wind Blows                  | Frank Zappa | 2:52  |
| 10. | I'm Not Satisfied                       | Frank Zappa | 2:37  |
| 11. | You're Probably Wondering Why I'm Here  | Frank Zappa | 3:37  |
| 12. | Trouble Every Day                       | Frank Zappa | 6:16  |
| 13. | Help, I'm a Rock                        | Frank Zappa | 8:27  |
| 14. | It Can't Happen Here                    | Frank Zappa | 3:56  |
| 15. | The Return of the Son of Monster Magnet | Frank Zappa | 12:17 |

## Közreműködők
- Frank Zappa – gitár, ének, szájharmonika, cintányér, csörgődob
- Ray Collins – ének, szájharmonika, cintányér, ujjcintányér, csörgődob, egyéb hangeffektek
- Roy Estrada – basszusgitár, ének (magas szólamok), guitarrón
- Jimmy Carl Black – dob, ütőhangszerek, ének
- Elliot Ingber – gitár
- Neil Le Vang – gitár
- Carol Kaye – 12 húros gitár
- Eugene Di Novi – zongora
- Mac Rebennack – zongora
- Les McCann – zongora
- Kurt Reher – cselló
- Raymond Kelley – cselló
- Paul Bergstrom – cselló
- Emmet Sargeant – cselló
- Joseph Saxon – cselló
- Edwin V. Beach – cselló
- John Rotella – klarinét, szaxofon
- Plas Johnson – szaxofon, fuvola
- Virgil Evans – trombita
- David Wells – harsona
- Arthur Maebe – kürt, tuba
- George Price – kürt
- John Johnson – tuba
- Gene Estes – ütőhangszerek
- Kenneth Watson – ütőhangszerek
- Roy Caton – kotta
- Kim Fowley – hypofon
- Carl Franzoni – beszéd
- Vito – beszéd
- Motorhead Sherwood – zajok
- David Anderle
- Paul Butterfield
- Benjamin Barrett – konzultáns
- Jeannie Vassoir – Suzy Creamcheese hangja

### Produkció
- Val Valentin – vezető hangmérnök
- Ami – hangmérnök
- Tom – hangmérnök
- Eugene Dinovi – hangmérnök-asszisztens
- Neil Levang – hangmérnök-asszisztens
- Vito – hangmérnök-asszisztens
- Ken Watson – hangmérnök-asszisztens
- Frank Zappa – zenei rendező, hangsszerelés
- Jack Anesh – borító
- Ray Collins – fodrász
- Tom Wilson – producer